# Acido melissico
L'acido melissico è un acido grasso saturo composto da 30 atomi di carbonio con formula di struttura: CH3–(CH2)28–COOH.
Rappresenta il 12/15% degli acidi grassi nella cera d'api. Deriva il suo nome dal greco antico μέλισσα , che significa "ape" o "miele". Si trova in natura nelle cere da insetti, nelle cere vegetali,  e nelle cere minerali come la cera montana.
Si trova anche nei lipidi degli oli di semi di Heisteria silvanii e Apios mellifica Boerh.
L'acido melissico si riscontra, con altri acidi grassi a catena molto lunga,  in pazienti affetti da malattie ereditarie del metabolismo, come la sindrome Zellweger, Malattia di Refsum, malattia di Menkes, adrenoleucodistrofia legata al cromosoma X.